# Микола Бажан
Микола (Николай) Платонович Бажан (на украински: Микола Платонович Бажан) (9 октомври 1904, Каменец Подолски – 23 ноември 1983, Киев) – украински поет, преводач, журналист, обществен деец и политически активист. Академик (1951). Герой на социалистическия труд (1974). Член на КПСС от 1940 г. Носител на Държавна награда на СССП (1945 и 1948). Пише за труда на руските хора, за дружбата между народите.

## Творчество
- „Безсмъртие“ – поема – 1937 г.
- „Бащи и синове“ – поема – 1938 г.
- „Сталинградска тетрадка“ – стихосбирка – 1943 г.
- „При Спаската кула“ – стихосбирка – 1948 г.
- „Английски впечатления“ – стихосбирка – 1949 г.